# Fragaria daltoniana
Fragaria daltoniana är en rosväxtart som beskrevs av Claude Gay. Fragaria daltoniana ingår i släktet smultronsläktet, och familjen rosväxter. Inga underarter finns listade i Catalogue of Life.